# Caeneressa eurymelaena
Caeneressa eurymelaena là một loài bướm đêm thuộc phân họ Arctiinae, họ Erebidae.